# 원코인

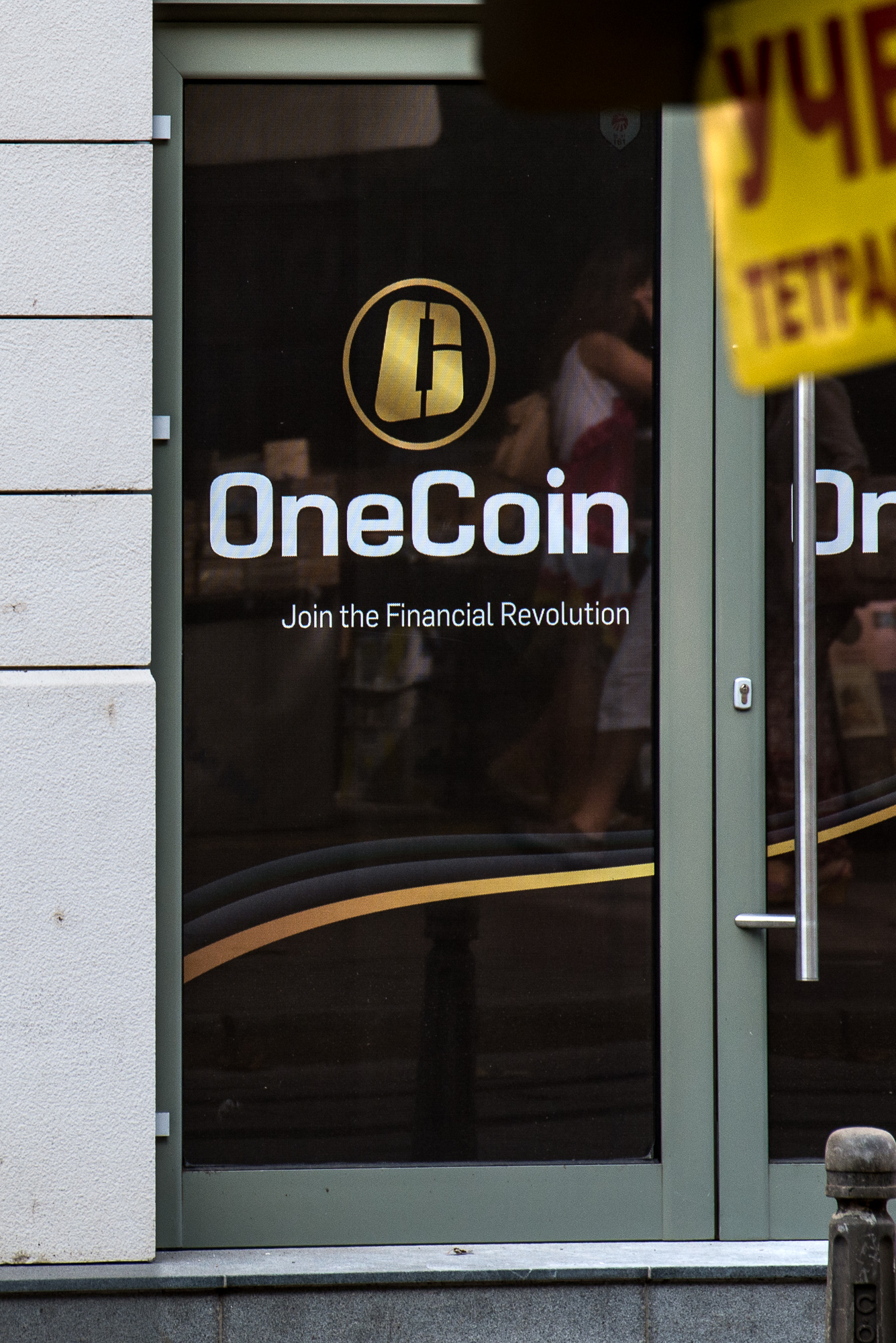
2016년 불가리아 소피아에 있는 사무실과 OneCoin 로고

원코인(OneCoin)은 루자 이그나토바와 세바스티안 그린우드가 불가리아에 본사를 두고 원코인(두바이에 설립)과 원라이프 네트워크(벨리즈에 설립)로 이루어진 역외회사로 합작해 설립한 폰지 사기(다단계 사기)다. 원코인은 조직적 구조의 유사성과 원코인의 중심 인물들이 과거 유사 사기에 몸담은 것을 이유로 폰지 사기로 간주된다. 타임지에서는 "역사상 가장 큰 사기(one of the biggest scams in history)"라고 작성하였다.
미국 검찰은 원코인이 전세계적으로 약 40억 달러를 끌어 모았다고 주장했다. 중국에서는 98명을 기소하면서 사법당국이 17억 위안(2억6750만 달러)을 회수했다. 루자 이그나토바는 2017년 그녀의 체포에 대한 미국 비밀 영장이 제출되고 그녀의 남매인 콘스탄틴 이그나토브가 그녀의 자리를 차지할 즈음에 사라졌다. 대부분의 지도자들은 현재 사라지거나 체포되었으나, 루자 이그나토바는 체포되지 않고 2019년에 기소되었다. 세바스티안 그린우드는 2018년에 체포되었다. 콘스탄틴 이그나토프는 2019년 5월에 체포되고 2019년 11월 돈세탁 및 사기 혐의에 대해 유죄를 인정했다. 이 혐의에 대한 최고 형량은 90년 징역이다.

## 법적 문제 및 비판

### 2015
2015년 9월 30일 불가리아 금융감독위원회(FSC)는 원코인을 예로 들며 새로운 암호화폐의 잠재적 위험에 대한 경고를 발령했다. 경고 이후 원코인은 불가리아에서 모든 활동을 중단하고 외국계 은행을 이용해 참가자들의 송금 업무를 처리하기 시작했다.

### 2021
원코인, 루자 이그나토바, 길버트 아멘타 등이 미국에서 진행 중인 재판에서 채무불이행으로 발견됐다.
데드라인(Deadline)이 보도에 따르면 케이트 윈슬렛(Kate Winslet)은 젠 맥아담(Jen McAdam)과 더글라스 톰슨(Douglas Thompson)의 미출간 책을 원작으로한 영화 ‘Fake!’에 출연, 제작하기로 계약했다.
Mark S. Scott는 Cape Cod에서 그의 집을 팔겠다고 제의했다; 미국 변호사 사무소는 동의했다. 이그나토바는 테러리즘을 후원하는 것과 관련이 있다. 쿠웨이트 내무부는 사우디 당국에 그녀가 테러지원국이라고 말했다.